# Karula (Viljandi)
Karula – wieś w Estonii, w prowincji Viljandi, w gminie Viljandi. Do 2013 w gminie Saarepeedi. Położone jest nad jeziorem Karula.
Archaiczne nazwy wsi to: Karwall (1481), Karulia (1583), Carrol (1598), Uue-Võidu (1923). We wsi znajdował dwór Karula (z niem. Neu-Woidoma, Karolen), po raz pierwszy został wymieniony w 1593.